# ژیان‌مرغک پازبر
ژیان‌مرغک پازِبر (نام علمی: Phyllomyias burmeisteri) گونه‌ای از پرندگان خانواده ژیان‌مرغ است. در آرژانتین، بولیوی، برزیل، کلمبیا، کاستاریکا، اکوادور، پاناما، پاراگوئه، پرو و ونزوئلا یافت می‌شود. زیستگاه‌های طبیعی آن جنگل‌های دشت مرطوب نیمه‌گرمسیری و جنگل‌های کوهستانی مرطوب نیمه‌گرمسیری یا گرمسیری است.